# Sinister Hands
Sinister Hands è un film statunitense del 1932, diretto da Armand Schaefer. 

## Trama
Richard Lang non smette di lavorare con la propria segretaria Mary Browne, alla quale chiede di controllare alcuni dei propri titoli di investimento finanziario, mentre è in corso un party nella sua lussuosa villa, nella quale si ritrovano come invitati per la notte diverse persone, non tutte gradite al padrone di casa.
Vi è la figlia Betty, in compagnia dell’amica Vivian e del fidanzato Nick Genna, sgradito a Richard perché notorio ex-gangster. Vi sono John Frazer con la moglie Ruth, che flirta con diversi uomini, fra i quali forse anche Richard; Il maggiordomo Monroe, redarguito dal padrone di casa per il suo frequente origliare, che si rivela essere in realtà un altro ex-malavitoso, soprannominato “il mancino”; infine David McLeod, amico di vecchia data di Richard nonché suo consigliere legale.
La moglie di Richard, da qualche tempo irretita dallo swami Yomurda, un costoso chiaroveggente, lo invita al party per una dimostrazione dei suoi poteri: le luci del grande salone si spengono per fornire l’atmosfera adeguata. Si ode un tonfo, e quando le luci vengono riaccese qualche secondo dopo, il cadavere di Richard Lang giace per terra con un coltello conficcato nella schiena.
Intervengono gli investigatori della polizia Herbert Devlin ed il suo aiutante Watkins (che tutti si ostinano a chiamare Watson), che, interrogando gli astanti nel corso di quella che sarà una lunga movimentata nottata (Vivien tenta la fuga, e Monroe rimane ucciso), mettono in chiaro quale possa essere stato il movente di ciascuno degli invitati per l’assassinio di Richard Lang, e riescono a ridurre man mano la cerchia dei sospetti a coloro che sono mancini (hanno una mano sinistra potente ed evidentemente “sinistra” anche in altro senso) o hanno a che fare con gli investimenti finanziari di Richard.
Il mattino seguente, dopo una rivelativa partita di tennis fra due ospiti della villa, viene individuato il colpevole, che, a modo suo, riuscirà a sottrarsi all’arresto.